# Dubinino (Buriacja)
Dubinino (ros. Дубинино) – wieś w Rosji, w Buriacji, w rejonie kabańskim. W 2010 liczyła 337 mieszkańców.